# Агасис (езеро)
Агаси́с (на английски: Lake Agassiz) е много голямо ледниково езеро, съществувало в периода между 10 хил. и 7 хил. години пр.н.е. на територията на централната част от Северна Америка. Захранвано от ледникови води към края на последния ледников период, то е било с по-голяма площ от всички съвременни Големи езера взети заедно, въпреки че средната му дълбочина не е била чак толкова голяма.
Съществуването му е предположено от Уилям Кийтинг през 1823 г., а ледниковият му произход е доказан от Уорън Ъпхам през 1879 г., който му дава името на швейцарско-американския учен Луи Агасис.

## История
Образувано преди 11 – 12 хил. години, езерото е покривало голяма част от днешна Манитоба, западната част на Онтарио, част от Минесота, Северна Дакота и Саскачеван. При най-големия си обхват е било над 1500 km дълго и 1100 km широко и е достигало 210 m дълбочина. По това време е вероятно да е покривало до 440 000 km², което е повече от площта на Каспийско море.
Преди 8500 години ледниците се отдръпват бързо и езерото Агасис се стеснява, но все още покрива равнините на юг от залива Хъдсън. Водите му първоначално започват да преливат чрез р. Минесота към река Мисисипи и Мексиканския залив. По-късно разливът продължава и чрез р. Сейнт Лорънс към Атлантическия океан. Изведнъж, преди около 8200 години, водите на езерото се разливат през съвременната река Нелсън към залива Хъдсън и след няколко месеца почти цялото езеро се изпразва в северните води на Атлантическия океан.
Според някои учени, това масово вливане на ледникова сладководна вода в Световния океан довежда до глобално охлаждане на климата, намалявайки солеността на океана и разстройвайки термохалинната циркулация. Гълфстрийм, който затопля източната част на Атлантика, също е засегнат и това води до понижаване на температурата в Европа с 5 °C за няколко века..
Освен това, финалното изпразване на езерото предизвиква покачване на глобалното морско ниво приблизително с 0,8 – 2,8 m.

## Останки
В днешно време древното езеро Агасис е оставило някои останки, като езерата:
- Горско езеро
- Манитоба
- Сьол
- Уинипегосис
- Рейни

и реките:
- Северна Ред Ривър
- Асинибойн